# هيرتا أوبرهاوزر
هيرتا أوبرهاوزر (بالألمانية: Herta Oberheuser)‏ (15 مايو 1911 - 24 يناير 1978) من مدينة كولون الألمانية، عملت طبيبة في معسكر اعتقال «ريفنزبروك» إبان الحرب العالمية الثانية بين عامي 1940 - 1943.

## التجارب الطبية
عملت أوبرهاوزر في المعسكر تحت إشراف الدكتور «كارل غيبهارت» ومارست أقبح أنواع التجارب على البشر، قامت بتجربة استزراع الأعصاب والعظام كما عملت على نقل العظام من شخص إلى آخر. قامت بإجراء التجارب على 86 امرأة و 74 رجل من المعتقلين السياسيين البولنديين، كما قامت بقتل العديد من الأطفال الأصحاء عن طريق حقنهم بحقن سامة والعمل على إزالة أطرافهم وأعضائهم الحيوية بعد مماتهم بهدف التجارب. يذكر أن الأشخاص الذين يتم حقنهم يبقون على قيد الحياة لمدة 3 إلى خمس دقائق بكامل قواهم العقلية حتى يموتوا. ولعل من البشاعات التي تضاف إلى رصيدها هي القيام بجرح المساكين من البشر التي مارست عليهم التجارب بالجروح ومن ثمة القيام متعمدة بتلويث الجروح بالقاذورات ليتسنى لها معاينة حال الجندي الألماني عندما يصاب بأرض المعركة.

## محاكمات نوريمبيرغ
تجدر الإشارة ان الدكتورة أوبرهاوزر كانت الأنثى الوحيدة المتهمة في محكمة نوريمبيرغ الطبية الشهيرة وحكمت المحكمة العسكرية الأمريكية عليها بالسجن 20 سنة.

## بعد الحرب
تم إطلاق سراحها من السجن في أبريل عام 1952 لحسن السلوك وقامت بممارسة طب العائلة في مدينة «ستوكسي» الألمانية، وفي عام 1956 خسرت عملها عندما قام أحد الناجين من معسكر الاعتقال بالتعرف عليها وفي عام 1958 خسرت رخصتها لممارسة الطب وتوفيت في عام 1978 عن عمر ناهز ال 66 عام.

## مرجع
- هيرتا اوبرهاوزر من الموسوعة الإنجليزية